# Alhaurín el Grande
Alhaurín el Grande település Spanyolországban, Málaga tartományban. Alhaurín el Grande Alhaurín de la Torre, Cártama, Coín és Mijas községekkel határos. Lakosainak száma 27 647 fő (2024).

## Népesség
A település népessége az elmúlt években az alábbi módon változott:
| Lakosok száma | 17 488 | 19 324 | 21 776 | 23 319 | 24 074 | 24 210 | 24 720 | 24 705 | 26 436 | 27 647 |
|               | 2001   | 2004   | 2007   | 2009   | 2012   | 2014   | 2017   | 2019   | 2022   | 2024   |